# 四式步槍
四式步槍（よんしきじどうしょうじゅう）為一種日本製實驗型半自動步槍。其為美國M1加蘭德步槍的複製品，但使用內建的10發彈匣，並發射日式7.7×58毫米有坂子彈，由於是在1944年（日本皇紀2604年）開始研發，故名「四式步槍」，它又被稱為「五式步槍」，也就是預期它能在1945年（日本皇紀2605年）投產並用於戰場，但直至日本在1945年8月15日，裕仁天皇宣佈向盟軍投降，四式/五式步槍仍未能投入實戰。

## 設計簡史
四式/五式步槍和M1步槍的差異除了口徑和發射彈葯外，還包括四式的內建彈倉是以兩個5發裝彈夾條裝填，而且它還使用日式切線瞄準器；而加蘭德步槍則使用8發塊狀漏夾，在子彈打光後會“呯”一聲自動彈出。四式是與其他實驗型半自動步槍一同開發的。不過，沒有任何一把四式步槍在第二次世界大戰結束前能夠投入戰場，到戰爭結束前只有250把製作完成，以及其他尚未組裝完的步槍，這些在二戰後甚至成為美國人的戰利品而被拿回美國。
四式亦有卡彈及給彈系統的缺陷，這些問題也延遲了它的測試。

## 流行文化

### 電子遊戲
- 《戰地風雲1942》：命名為“5式”，作為日本皇軍工兵職階的武器登場，奇怪地以M1加蘭德步槍的漏夾供彈。
- 《戰地風雲：惡名昭彰2》：命名為“5式”，只在單人戰役故事的序章中登場。奇怪地以M1加蘭德步槍的漏夾供彈。
- 《決勝時刻：二戰》：命名為“5式”只在聯機模式登場，奇怪地以M1加蘭德步槍的漏夾供彈。
- 《少女前線》：取名為“四式”。
- 《應徵入伍》：為日本科技樹可解鎖武器。

## 外部連結
- The "Japanese Garand" WWII semi-auto rifle（页面存档备份，存于）
- Japanese Type 4 Garand（页面存档备份，存于）